# Anania shafferi
Anania shafferi is een vlinder van de familie van de grasmotten (Crambidae). De wetenschappelijke naam van deze soort is voor het eerst voorgesteld als Algedonia shafferi door Wolfgang Speidel en Hubert Hanigk in een publicatie uit 1990. De soort is vernoemd naar de Engelse entomoloog Michael Shaffer. De spanwijdte van het mannetje bedraagt 29 millimeter en van het vrouwtje 30 millimeter.
De soort komt voor in Noord-Pakistan (Khyber-Pakhtunkhwa) en in Noord-India (Jammu en Kasjmir). Ondanks dat voor de typelocatie Afghanistan wordt vermeld, komt deze soort daar volgens Speidel & Hanigk niet voor.